# 濱路站
濱路站（日语：／ Hamaji eki */?）為存在於樺太留多加郡留多加町南樺鐵道之車站。

## 歷史
- 1926年 - 南樺鉄道開通開業。
- 1945年8月 : 蘇聯紅軍向南樺太進攻、佔領，包含車站及全線均為蘇聯紅軍所接收。

## 運行狀況
- 新場站與留多加站之間1日3次往返車班。

## 車站鄰近
南樺鐵道
江之浦站-  濱路站 -濱路公園站

## 關連項目
- 樺太島